# Zapasy na Igrzyskach Azjatyckich 1970
Turniej zapasów na Igrzyskach Azjatyckich 1970 w stolicy Tajlandii, Bangkoku odbył się od 10 do 13 grudnia. 

## Klasyfikacja medalowa
| Klasyfikacja medalowa | Klasyfikacja medalowa | Klasyfikacja medalowa | Klasyfikacja medalowa | Klasyfikacja medalowa | Klasyfikacja medalowa |
| Miejsce               | państwo               | Złoto                 | Srebro                | Brąz                  | Razem                 |
| --------------------- | --------------------- | --------------------- | --------------------- | --------------------- | --------------------- |
| 1                     | Iran                  | 6                     | 2                     | 1                     | 9                     |
| 2                     | Japonia               | 4                     | 5                     | 1                     | 10                    |
| 3                     | Indie                 | 1                     | 1                     | 3                     | 5                     |
| 4                     | Korea Południowa      | 0                     | 1                     | 3                     | 4                     |
| 5                     | Pakistan              | 0                     | 0                     | 2                     | 2                     |
| Razem                 | Razem                 | 11                    | 9                     | 10                    | 30                    |

## Wyniki

### Styl wolny
| Konkurencja |                              |                       |                 |
| ----------- | ---------------------------- | --------------------- | --------------- |
| 48 kg       | Ebrahim Dżawadi              | Yoshiyuki Matsuhashi  | Kim Hwa-gyeong  |
| 52 kg       | Mohammad Ghorbani            | Kiyomi Katō           | Kim Young-jun   |
| 57 kg       | Hideaki Yanagida             | An Jae-won            | Muhammad Sardar |
| 62 kg       | Szamseddin Sejjed Abbasi     | Kiyoshi Abe           | Kim Moon-ki     |
| 68 kg       | Kikuo Wada Abdollah Mowahhed | ----                  | Om Prakash      |
| 74 kg       | Toshitada Yoshida            | Mohammad Farhangdoust | Mukhtiar Singh  |
| 82 kg       | Tatsuo Sasaki                | Ali Hadżilu           | Netra Pal Singh |
| 90 kg       | Dariush Zakeri               | Jit Singh             | Kimuchi Tani    |
| 100 kg      | Chandgi Ram                  | Shizuo Yada           | Abolfazl Anwari |
| +100 kg     | Moslem Eskandar Filabi       | Yorihide Isogai       | Maroof Khan     |